# Даценко Семен Олександрович
Семе́н Олекса́ндрович Даце́нко (нар. 10 травня 1994, Полтава, Україна) — український футболіст, захисник футбольного клубу «Тростянець».

## Життєпис
Із шести років займався у футбольній школі «Альфа» (Полтава), потім близько року займався в академії «Ворскли» у тренера Артема Олексійовича Вишневецького. У 2008 році під час одного з товариських матчів юних полтавців із харківським «Арсеналом», представники «Металіста» Ігор Кутепов та Сергій Шевченко запросили Даценка на збір зі своїм клубом до Туреччини. Після цих зборів футболіст залишився в академії «Металіста». Після випуску, не бачачи перспективи потрапляння в першу команду харків'ян, поїхав із цього міста.
Намагався працевлаштуватися в московському «Локомотиві». Після повернення в Україну прийняв пропозицію з «Олександрії». Сезон провів у дублі, а коли основа вилетіла до Першої ліги, вирішив шукати собі новий клуб. 3 тижні пробув на зборах «Зорі» в Луганську, після чого відправився в «Таврію». У першому сезоні зіграв 23 матчі за дубль сімферопольців і 4 за юнацьку команду. Наступного сезону, 21 липня 2013 року, у грі проти «Волині» дебютував у Прем'єр-лізі. Усього у Вищому дивізіоні провів 8 ігор. Залишив команду влітку 2014 року, після того як «таврійці» припинили своє існування.
Перебуваючи без команди, тренувався за індивідуальною програмою, яку йому давав Ніколай Костов, тренувався з аматорською командою «Нове Життя» в Полтаві. Вибираючи нове місце роботи, віддав перевагу «Іллічівцю», вважаючи, що тренер цього клубу, Микола Павлов, довіряє молодим гравцям. Під час першого кола сезону 2014/15 зіграв в основному складі маріупольців лише у трьох матчах, після чого ще до початку перших зборів розірвав контракт із командою.
9 вересня 2015 був заявлений за харківський «Металіст».
У липні 2016 року перейшов до першолігового «Інгульця», але вже у грудні того ж року залишив петрівську команду.
2 вересня 2018 року став гравцем «Львова», підписавши однорічний контракт.

## Досягнення
«Ширак»
- Володар Кубка Вірменії: 2016/17

«Нива» (Т)
- Переможець Другої ліги України  (група «А»): 2019/20